# UoSAT 5
UoSAT 5 (auch UoSAT-OSCAR 22) ist ein britischer Amateurfunksatellit.
Er wurde an der University of Surrey gebaut und am 17. Juli 1991 als Sekundärnutzlast zusammen mit dem Erdbeobachtungssatelliten ERS-1 mit einer Ariane-40-Rakete am Raumfahrtzentrum Guayana (Rampe ELA-2) in einen Low Earth Orbit gestartet.
Der Satellit wird für Packet Radio verwendet.